# Amadeusz (książę belgijski)
Amadeusz Habsburg-Este (Amedeo Marie Joseph Carl Pierre Philippe Paola Marcus d'Aviano; ur. 21 lutego 1986 w Woluwe-Saint-Lambert) – książę Belgii, dziedziczny książę Modeny, arcyksiążę Austria-Este, cesarski arcyksiążę Austrii, królewski książę Węgier i Czech. Jest najstarszym dzieckiem Wawrzyńca Habsburg-Este oraz jego żony, Astrydy Koburg. Obecnie jest szósty w linii sukcesji do belgijskiego tronu. 
W 2014 roku ożenił się z włoską dziennikarką, Elżbietą Rosboch von Wolkenstein. Ma z nią troje dzieci – Annę Astrydę (ur. 2016), Maksymiliana (ur. 2019) i Alix (ur. 2023). 

## Życiorys
Urodził się w Szpitalu Uniwersyteckim St. Luc, w Woluwe-St-Lambert pod Brukselą. Jego rodzicami chrzestnymi byli jego wuj Filip, ówczesny książę Brabancji, i jego babka – królowa Paola Ruffo di Calabria. 
Ma jednego młodszego brata Joachima (ur. 1991) oraz 3 młodsze siostry: Marię Laurę (ur. 1988), Ludwikę Marię (ur. 1995) i Letycję Marię (ur. 2003).
Amadeusz uczęszczał do Sint-Jan Berchmanscollege, brukselskiej szkoły prowadzonej przez jezuitów, założonej w 1604. Szkoła ta jest popularna wśród belgijskiej arystokracji i europejskich rodzin królewskich.
Szkołę średnią ukończył w prestiżowym Sevenoaks College w Kencie. Potem kolejny rok spędził w Koninklijke Militaire School / École Militaire Royale (Królewskiej Akademii Wojskowej), w Belgii. W latach 2005–2008 studiował w londyńskiej School of Economics.
W latach 2009–2012 pracował w Nowym Jorku dla Deloitte.

## Życie prywatne
15 lutego 2014 ogłoszono zaręczyny Amadeusza z Elisabettą Marią Rosboch von Wolkenstein, córką nobile Ettore Rosboch von Wolkenstein, i jego żony, hrabiny Lilii de Smecchia. Ich ślub miał miejsce 5 lipca 2014 w rzymskiej bazylice Najświętszej Maryi Panny na Zatybrzu. 
W kwietniu 2016 ogłoszono, że para spodziewa się pierwszego dziecka. Ich córka, Anna Astrid, urodziła się 17 maja 2016 w Saint-Pierre University Hospital w Brukseli. 19 czerwca 2019 ogłoszono, że książę Amadeusz z żoną spodziewają się kolejnego dziecka, które ma urodzić we wrześniu tego samego roku.
4 września 2023 ogłoszono, że parze urodziło się trzecie dziecko. Ich córka, księżniczka Alix, urodziła się 2 września 2023.